# Żary
Żary (in tedesco Sorau; in sorabo inferiore Žarow) è una città polacca del distretto di Żary nel voivodato di Lubusz.
Ricopre una superficie di 33,24 km² e nel 2004 contava 39 029 abitanti. Fino al 1945 faceva parte della Germania col nome di Sorau.